# Kraftwerk Aviemore
Das Kraftwerk Aviemore (Aviemore Hydro Station) ist ein Laufwasserkraftwerk auf der Südinsel von Neuseeland. Das Kraftwerk ist eines von acht Kraftwerken des Waitaki Hydro Scheme, einem groß angelegten Wasserkraftprojekt in der Region Canterbury.

## Geographie
Das Kraftwerk befindet sich 75 km südwestlich von Timaru und 72 km nordwestlich von Oamaru zwischen den Stauseen Lake Benmore im Nordwesten und Lake Waitaki im Südosten.

## Geschichte
Das Staudammprojekt zur Aufstauung des Sees begann im Jahr 1962. Doch schon Ende der 1950er Jahr wurde die Siedlung Otematata, was in der Sprache der Māori „Ort eines guten Flintsteins“ bedeutet, errichtet.  Sie befindet sich heute noch an dem schmalen Teil auf der Südwestseite des Sees. Der Ort wurde für die Arbeiter der Baustellen der Staudämme des Lake Aviemore und Lake Benmore errichtet und gab zur Spitzenzeit im Jahr 1963 über 4000 Einwohnern ein Zuhause. Später wurden viele Häuser als Urlaubsunterkünfte verkauft.
Stand 2020 wird das Kraftwerk Aviemore von der mehrheitlich im Staatsbesitz befindlichen Firma Meridian Energy Limited betrieben.

## Absperrbauwerk
Das Absperrbauwerk besteht aus einer 56 m hohen und 364 m langen, aus Beton gefertigten Gewichtsstaumauer und einem 49 m hohen und 430 m langen Erddamm. Die Betonmauer besitzt an seiner Basis eine Breite von 12 m und verjüngt sich zur Krone, über die eine Straße führt, auf eine Breite von 7 m. Der Staudamm hält damit einem Wasserdruck des Fassungsvermögen des Stausees von mindestens 530 Mio. m3 Wasser stand. Auf der südwestlichen Seite der Staumauer befindet sich das Maschinenhaus des Kraftwerks und auf der nordöstlichen Seite die Wehranlage mit der Hochwasserentlastung. Über die Hochwasserentlastung können maximal 4.500 m³/s abgeführt werden.
Die Errichtung des Absperrbauwerks als Staudamm und Staumauer wurde gewählt, da auf der südwestlichen Flussseite die Verwerfung der Waitangi Fault das Staumauerbauwerk kreuzt. Die Betonstaumauer konnte auf solidem Fels gegründet werden, während der Erddamm auf der Verwerfung errichtet wurde.

## Kraftwerk
Das Kraftwerk Aviemore verfügt über eine installierte Leistung von 220 MW. Die durchschnittliche Jahreserzeugung liegt bei 942 GWh.
Die vier Maschinen des Kraftwerks befinden sich in einem Maschinenhaus am Fuße der Staumauer. Die vier Generatoren, die über Francis-Turbinen angetrieben werden, leisten bei einer Nennspannung von 11 kV je maximal 55 MW. Der Rotor eines Generators wiegt 210 t und hat einen Durchmesser von nahezu 8 m. Sowohl die Turbinen als auch die Generatoren wurden von der Firma Siemens geliefert.
Die Fallhöhe beträgt 37 m.

## Stausee
Mit der Fertigstellung des Absperrbauwerks wurde der Lake Aviemore genannten Stausee aufgestaut. Der See, der sich über eine Fläche von 28,8 km2 erstreckt, verfügt über ein geschätztes Fassungsvermögen von 530 Mio. m3, bei einem angepeilten Stauziel zwischen 265,5 m und 268,3 m.

## Erdbebengefährdung
Geologische Untersuchungen aus den Jahren 2004/2005 ergaben, dass vor jeweils 13.000, 14.000 und 23.000 Jahren die Waitangi Fault aktiv wurde und in jeden dieser Aktivitäten eine vertikale Bewegung zwischen 0,5 m und 2 m stattfand.
Bei der Annahme eines Erdbebens der Stärke 7 MW ergaben Berechnungen, dass das Damm zwar in seinem Kern Risse aufweisen wird, diese aber erst ab einer Tiefe von 10 m zu einzelnen Leckagen führen wird, ohne aber die Stabilität und Standfestigkeit des Absperrbauwerks zu gefährden.